# 山名義鶴

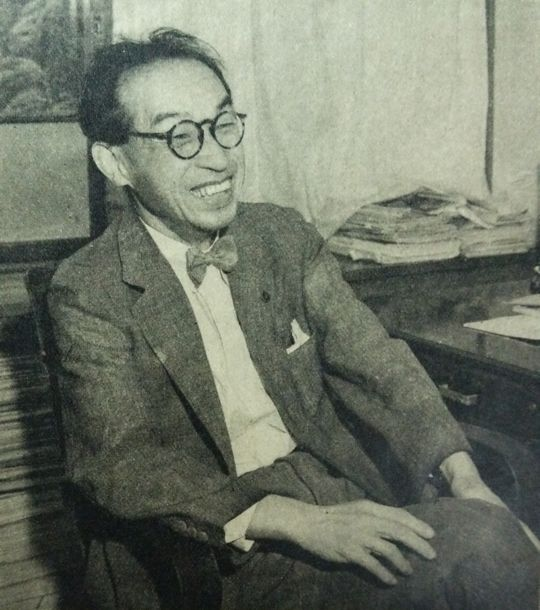
1952年

山名 義鶴（やまな よしつる、1891年（明治24年）9月17日 - 1967年（昭和42年）2月26日）は、大正・昭和の社会運動家。男爵。貴族院議員。正四位勲二等。

## 概要
男爵山名義路の嫡男として青森県に生まれるが、後に京都府京都市に転居して同地で育つ。
京都府立第五中学校、第三高等学校を経て東京帝国大学法科大学を卒業。
三高時代、同級生の麻生久や棚橋小虎らとともに三高内に縦横会を組織、酒井校長弾劾運動など進歩的学生運動を起こす。東京帝国大学に進学し、新人会で活動。
大学卒業後は大原社会問題研究所、等で活動。日本労働者教育協会主宰。財団法人中東調査会理事長、公安審査委員会委員等歴任。

## 生涯

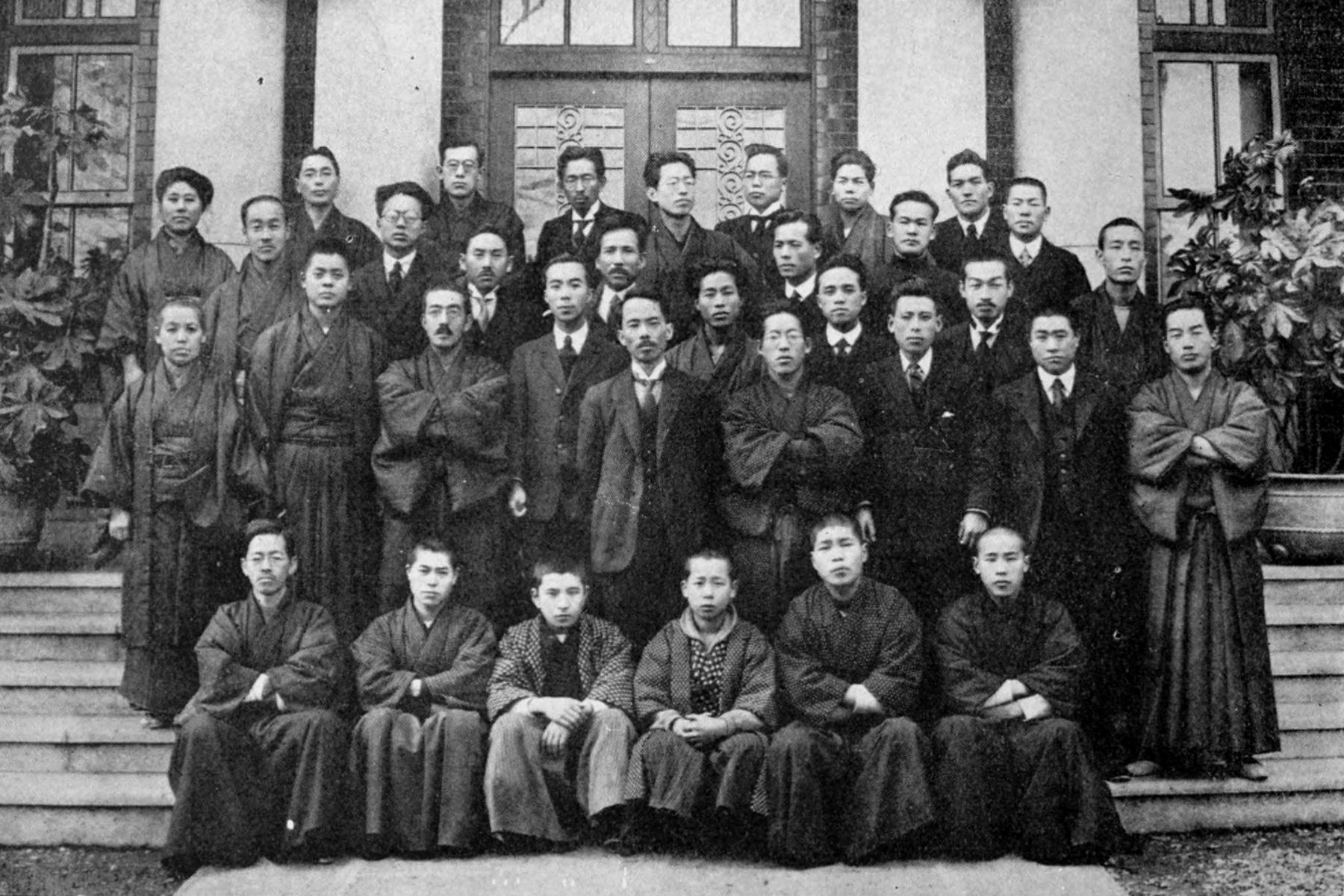
1923年当時の大原社会問題研究所員（第3列左から9人目が山名義鶴）

男爵山名義路、母トヨの嫡男として青森県に生まれる。京都府立第五中学校から第三高等学校に入学し、同級生の麻生久や棚橋小虎らとともに三高内に縦横会を組織、酒井校長弾劾運動など進歩的学生運動を起こす。その後東京帝国大学に進学し新人会で活動、1917年に帝大を卒業すると麻生宅で棚橋・岸井寿郎らと社会問題研究会である木曜会の集まりをはじめる。1920年に大原社会問題研究所へ研究員として入所し、1922年に大阪労働学校の創立に参加し、その講師となる。1924年日本労働総同盟中央委員会政治部顧問となるも、2年後の総同盟第2次分裂で日本労農党創立に参加する。1928年日本大衆党中央委員となり、1932年全国労農大衆党に参画するも、国家社会主義支持を鮮明にしたことで同党を離党し、日本国家社会党常任中央執行委員となる。1940年に山名男爵家を襲爵し、1946年8月23日に補欠選挙で貴族院男爵議員に当選し、公正会に所属し1947年5月2日の貴族院廃止まで在任。1942年には財団法人仏教圏協会理事長にも就任。
戦後、1947年総選挙に兵庫県第5区 (当時)から日本社会党公認で出馬するも次点で落選し、公職追放処分を受ける。1948年に追放解除後は、仏教圏協会理事長の傍ら大阪厚生信用金庫理事（1950年）や公安審査委員会委員（1952年～1967年）を務め、1956年に日本労働者教育協会主宰・同理事長となる。1955年には財団法人中東調査会理事長に就任し、1962年に顧問に退くものの死去まで同調査会に関わった。また盟友の西尾末広・進藤竹次郎を通じて社会党右派の政策的なサポートを行い、民主社会党（後の民社党）結成にも尽力、1964年には民主社会主義連盟理事にもなった。
法名、慶雲院殿慈光義鶴大居士。墓所は青山霊園と兵庫県美方郡香美町村岡区村岡の御殿山御廟。

## 家系
- 山名家は、但馬村岡藩主の家柄で、山名氏の嫡流となる。初代義範より数えて31代目に当たる。
- 弟・義亀（よしひさ）は、叔母・垣屋忻子（きんこ）養子[4]。
- 義鶴の死後、娘京子の婿養子山名晴彦（有馬純文の4男）が相続している。

## その他
- ペンネームは村岡平吾。
- 生前叙勲の話が有ったが本人が辞退した。
- 民主社会党葬の申し入れが党から有り、山名家が断ったが、葬儀委員長は民主社会党委員長西尾末広が務めた。